# Orangenlikör
Orangenlikör ist die Bezeichnung für verschiedene Spirituosen mit Bestandteilen von Orangen und Bitterorangen.
Allgemein wird der Likör durch die Aromastoffe der Schalen von Pomeranzen bestimmt, welche in Cognac, Weingeist oder Armagnac gelöst wurden. Er enthält mind. 30 % Vol. Alkohol. Daneben gibt es auch Fruchtsaftliköre, bei denen Fruchtsaft mit Neutralalkohol oder einer Spirituose gemischt wird. Beiden Varianten haben einen Zuckergehalt von mind. 100 g je Liter.

## Marken und Varianten
- Triple Sec – Orangenlikör aus Neutralalkohol, Orangen und Bitterorangen
- Curaçao – Orangenlikör mit Bitterorangen, ursprünglich von der gleichnamigen Insel Südamerikas
- Orangecello – Orangenlikör, der ähnlich wie Limoncello aus Zitronen hergestellt wird.

- Grand Marnier Cordon Rouge – 51% Cognac und Bitterorangen
- Triple Sec Yellow Label – Neutralalkohol, Orange und Bitterorangen
- Cointreau (Rémy Cointreau) – Neutralalkohol, Orangen und Bitterorangen
- Angel d’Or – Orangenlikör von Mallorca

## Verwendung
Bekannte Cocktails mit Orangenlikör sind:
- Aviation
- Cosmopolitan
- Golden Cadillac
- Golden Dream
- Long Island Iced Tea
- Mai Tai
- Margarita
- New Orleans Sour
- Orgasmus
- Prince of Wales
- Singapore Sling
- Swimming Pool

Er wird zum Aromatisieren von Speisen verwendet:
- Annatorte
- Crêpe Suzette
- Mousse au Chocolat